# BBC Sounds
BBC Soundsは、英国放送協会（BBC）が提供するBBCラジオのストリーミングやポッドキャストの配信サービスである。スマートフォンやタブレット、パソコン、自動車、スマートテレビなど、幅広いデバイスで利用可能である。

## サービス

2018年から2021年までのロゴ

2018年10月にBBC Soundsウェブ版が英国向けにiPlayer Radioサービスに取って代わりサービスを開始した。BBC Soundsアプリの初期ベータ版が2018年6月に配信され、iPlayer Radioアプリは英国でiPlayer Radioアプリが正式に廃止された2019年9月までの間サポートされた。
2020年9月22日以降、BBC Soundsは海外向けにも提供され、2020年10月末に海外向けBBC iPlayer Radioに取って代わった。
2025年7月中旬ごろ、海外向けBBC Soundsの配信を終了した。